# Don Carlos (książę Asturii)
Don Carlos (ur. 8 lipca 1545, zm. 24 lipca 1568) – syn Filipa II Habsburga, króla Hiszpanii, i jego pierwszej żony - Marii Manueli Portugalskiej. Książę Asturii.
Przedstawiany przez część historiografii jako osoba chora umysłowo i zdeformowana. Urodził się w pałacu w Valladolid, a jego matka zmarła kilka dni po jego narodzinach. Kiedy urósł stał się dumny, uparty, i szybko zaczął zdradzać oznaki choroby umysłowej. Problemy psychiczne były częste w domu Habsburgów, spowodowane były częstym zawieraniem związków małżeńskich w obrębie rodziny. Carlos miał czworo pradziadków, a powinien mieć ośmioro. Jego babka ze strony matki i dziadek ze strony ojca oraz jego dziadek ze strony matki i babka ze strony ojca, byli rodzeństwem, a jego dwie prababki były siostrami.
W 1559 Carlos został zaręczony z Elżbietą de Valois, córką króla Henryka II Walezjusza. Elżbieta poślubiła jednak kilka miesięcy później owdowiałego ojca Carlosa. Innymi kandydatkami na żony dla Carlosa były: Maria, królowa Szkotów, Małgorzata de Valois (młodsza siostra Elżbiety) i Anna Austriacka, kuzynka Carlosa, która ostatecznie została czwartą żoną Filipa II. Mimo choroby, w 1560 Carlos został następcą tronu Kastylii, a w 1563 - również Aragonii.
W styczniu 1568 Carlos planował uciec z Hiszpanii i spod władzy swojego ojca, ale został zatrzymany jeszcze zanim zdążył zrealizować swój plan. Został aresztowany na rozkaz ojca i prawdopodobnie zagłodzony na śmierć. Po jego śmierci wytworzyła się romantyczna legenda o życiu infanta, w myśl której nieszczęśliwy Carlos był głęboko zakochany w swej macosze i byłej narzeczonej, królowej Elżbiecie de Valois. Pojawiły się spekulacje, jakoby to król zabił swego syna. Na podstawie tej historii Friedrich Schiller napisał dramat pt. Don Carlos, na kanwie którego powstała z kolei opera Giuseppe Verdiego.

## Genealogia
| Karol V ur. 24 II 1500 zm. 21 IX 1558 | Karol V ur. 24 II 1500 zm. 21 IX 1558 |                                       |                                       | Izabela Portugalska ur. 24 X 1503 zm. 1 V 1539 | Izabela Portugalska ur. 24 X 1503 zm. 1 V 1539 |  |  | Jan III ur. 6 VI 1502 zm. 11 VI 1557 | Jan III ur. 6 VI 1502 zm. 11 VI 1557 |                                                  |                                                  | Katarzyna ur. 14 I 1507 zm. 12 II 1578 | Katarzyna ur. 14 I 1507 zm. 12 II 1578 |
|                                       |                                       |                                       |                                       |                                                |                                                |  |  |                                      |                                      |                                                  |                                                  |                                        |                                        |
|                                       |                                       |                                       |                                       |                                                |                                                |  |  |                                      |                                      |                                                  |                                                  |                                        |                                        |
|                                       |                                       | Filip II ur. 21 V 1527 zm. 13 IX 1598 | Filip II ur. 21 V 1527 zm. 13 IX 1598 |                                                |                                                |  |  |                                      |                                      | Maria Portugalska ur. 15 X 1527 zm. 12 VIII 1545 | Maria Portugalska ur. 15 X 1527 zm. 12 VIII 1545 |                                        |                                        |
|                                       |                                       |                                       |                                       |                                                |                                                |  |  |                                      |                                      |                                                  |                                                  |                                        |                                        |
|                                       |                                       |                                       |                                       |                                                |                                                |  |  |                                      |                                      |                                                  |                                                  |                                        |                                        |
|                                       |                                       |                                       |                                       |                                                |                                                |  |  |                                      |                                      |                                                  |                                                  |                                        |                                        |

|  |  |  |  | Carlos ur. 8 VII 1545, zm. 24 VII 1568 |